# RECONS
RECONS (англ. Research Consortium on Nearby Stars, Научный консорциум исследования близких звёзд) — проект изучения звёзд, находящихся недалеко от Солнечной системы — на расстоянии 10 парсек (32,6 светового года) от Солнца. Проект создан в 1994 году, и имеет своей задачей исследование ближайших к нам звёзд с целью получить более детальную картину местоположения солнечных систем в Галактике в целом. Позже граница исследований была расширена до 25 парсек.

## Примечательные открытия
Начиная с 1994 года, консорциум публикует серию статей в «The Astronomical Journal» («Астрономический журнал») под названием «The Solar Neighborhood» («Окрестности Солнца»). К 2019 году их было опубликовано более четырёх десятков. По состоянию на 2018 год, были определены параллаксы 316 звёзд в пределах 10 пк, многие из которых были открыты консорциумом.
В рамках проекта было открыто несколько белых и красных карликов, определено более точное расстояние до многих звёздных систем. В 2006 году RECONS объявил об открытии 20 новых близлежащих звёзд, в добавление к 8 звёздам, открытым между 2000 и 2005 годами. В 2017 году были обнаружены две древних звезды в ближайшем окружении Солнца; возможно, они являются одними из самых старых в нашей Галактике. С помощью 0,9-метрового телескопа Межамериканской обсерватории Серро-Тололо были определены параллаксы 32 звёздных систем. Большинство из них представляют собой тусклые красные карлики. Благодаря 12-летним наблюдениям было уточнено расстояние до семипланетной системы TRAPPIST-1 — 12,61 пк.
Проектом руководит Тодд Генри (англ. Todd J. Henry), профессор Университета штата Джорджия. В проект вовлечена также команда астрономов из Чилийского университета.